# Hans van der Voet
Marcus Johannes Dirk (Hans) van der Voet (Lemmer, 1 juli 1930 – Den Haag, 15 september 2019) was een Nederlands bestuurder en ambtenaar. 

## Leven en werk
Door de Tweede Wereldoorlog had Van der Voet niet een normale schoolperiode doorlopen. Na de oorlog volgde hij een opleiding op de zeevaartschool in Delfzijl waarna hij stuurman in de koopvaardij werd. Toen hij inmiddels een gezin had gesticht, werd hij op zijn 35ste ambtenaar op  het ministerie van Binnenlandse Zaken. Na zijn 40ste levensjaar studeerde hij af in de rechten. Na zijn functie op het ministerie van Binnenlandse Zaken werd hij raadadviseur op het ministerie van Algemene Zaken.
In 1983 werd hij benoemd tot hoofddirecteur van de Rijksvoorlichtingsdienst. In 1988 liet Van der Voet een documentaire maken over koningin Beatrix met als doel om haar van haar kille imago af te helpen. In 1995 legde hij zijn functie neer als hoofddirecteur van de Rijksvoorlichtingsdienst en ging met pensioen. In 2004 heeft hij prins Bernhard kort voor zijn overlijden geholpen bij zijn pogingen tot het verkrijgen van eerherstel.
Van der Voet overleed in september 2019 op 89-jarige leeftijd. Op donderdag 19 september 2019 vond zijn uitvaart in familiekring plaats en pas toen werd op uitdrukkelijk verzoek van de familie bekend dat hij het weekend ervoor overleden was. 